# ビオ・ワイン
ビオ・ワインとは出来る限り自然のままの製法で作られたワインである。
原料となるブドウは農薬や化学肥料が制限され、認証団体による有機農法（オーガニック）、バイオダイナミック農法（ビオディナミ）の認証を得ていることが前提である。
醸造過程においても後述する様々な条件が求められる。

ブドウの栽培には様々な自然農法があるが、認証団体からの認証を得ない生産者も多い。その理由は認証にかかる費用であったり、基本的に賛同しているが認証団体の定める細かい規約には合意できない、といった独自の考えによるものなど様々。認証こそ得ていないが、より先鋭的な自然農法を実践する者もいる。

それらの「非認証」と、「認証有」を区別するために作られた言葉がビオ・ワインである。
有機農法やバイオダイナミック農法認証を得ているワインをビオ・ワインと呼ぶことでワインのセールスプロモーションに役立ち、消費者にとっても認証による安心感を得られるといったメリットがある。

## 定義と条件
ビオ・ワインの定義は明確で、有機農法かバイオダイナミック農法、もしくは両方の認証を得ていることである。混同されがちなナチュラルワインとは別ものである。ナチュラルワインには多くの異なった見解が存在し、詳細は未だ定まっていない。
製造者によって「自然」の程度や意味の捉え方が違うことや、国や地域によって取り巻く環境が大きく異なる為、
様々な解釈に基づいた製品が市場に存在する。
ただし、概ね以下の条件を満たすことがファンの間で要求される。
ブドウの育成から収穫まで
- 有機農法で栽培（ただし、石灰硫黄合剤やボルドー液（硫酸銅石灰の混合溶液）などの自然に存在する物質を用いた薬剤を使うことは可能）
- 手摘みによる収穫
- 少量生産

醸造から瓶詰めまで
- 二酸化硫黄などの酸化防止剤を無添加、もしくはごく僅かに抑える
- 収穫時にブドウに付着している野生酵母をそのまま利用する
- 補糖や補酸を行わない
- 無濾過、無清澄、無着色
- その他、特殊な醸造技術を用いない

## 認証
有機農法やバイオダイナミック農法を認証する団体は世界中に多数存在する。団体ごとに細かい要件のばらつきがあるが、①化学肥料、除草剤、殺虫剤を使用しないこと②認証を受けるまでに一定の移行期間が設定されていること③酸化防止剤（亜硫酸塩）と銅成分剤の使用は認められるが制限が厳しくなる。また、それ以外は使用が認めらない④認証費用が発生する、といった基本部分で一致している。